# Франкенберг (Едер)
Франкенберг (њем. Frankenberg) град је у њемачкој савезној држави Хесен. Једно је од 22 општинска средишта округа Валдек-Франкенберг. Према процјени из 2010. у граду је живјело 18.951 становника. Посједује регионалну шифру (AGS) 6635011.

## Географски и демографски подаци
Франкенберг се налази у савезној држави Хесен у округу Валдек-Франкенберг. Град се налази на надморској висини од 280-405 метара. Површина општине износи 124,9 km². У самом граду је, према процјени из 2010. године, живјело 18.951 становника. Просјечна густина становништва износи 152 становника/km².

## Међународна сарадња
| Мјесто    | Држава               | Врста сарадње | Од    |
| --------- | -------------------- | ------------- | ----- |
| Зекирхен  | Аустрија             | партнерство   | 1968. |
| Бру       | Француска            | партнерство   | 1967. |
| Манингтри | Уједињено Краљевство | партнерство   | 1970. |
|           | Француска            | партнерство   | 1967. |
| Извор     |                      |               |       |